# 中華基督教會公理書院
22°16′29″N 114°11′37″E / 22.274745°N 114.193539°E
中華基督教會公理書院（英語：The Church of Christ in China Kung Lee College）是一間位於香港銅鑼灣的直資中學，前身為中華基督教會公理高中書院，於2003年使用原公理書院舊址開辦，2022年轉為完全中學。

### 舊中華基督教會公理書院時期

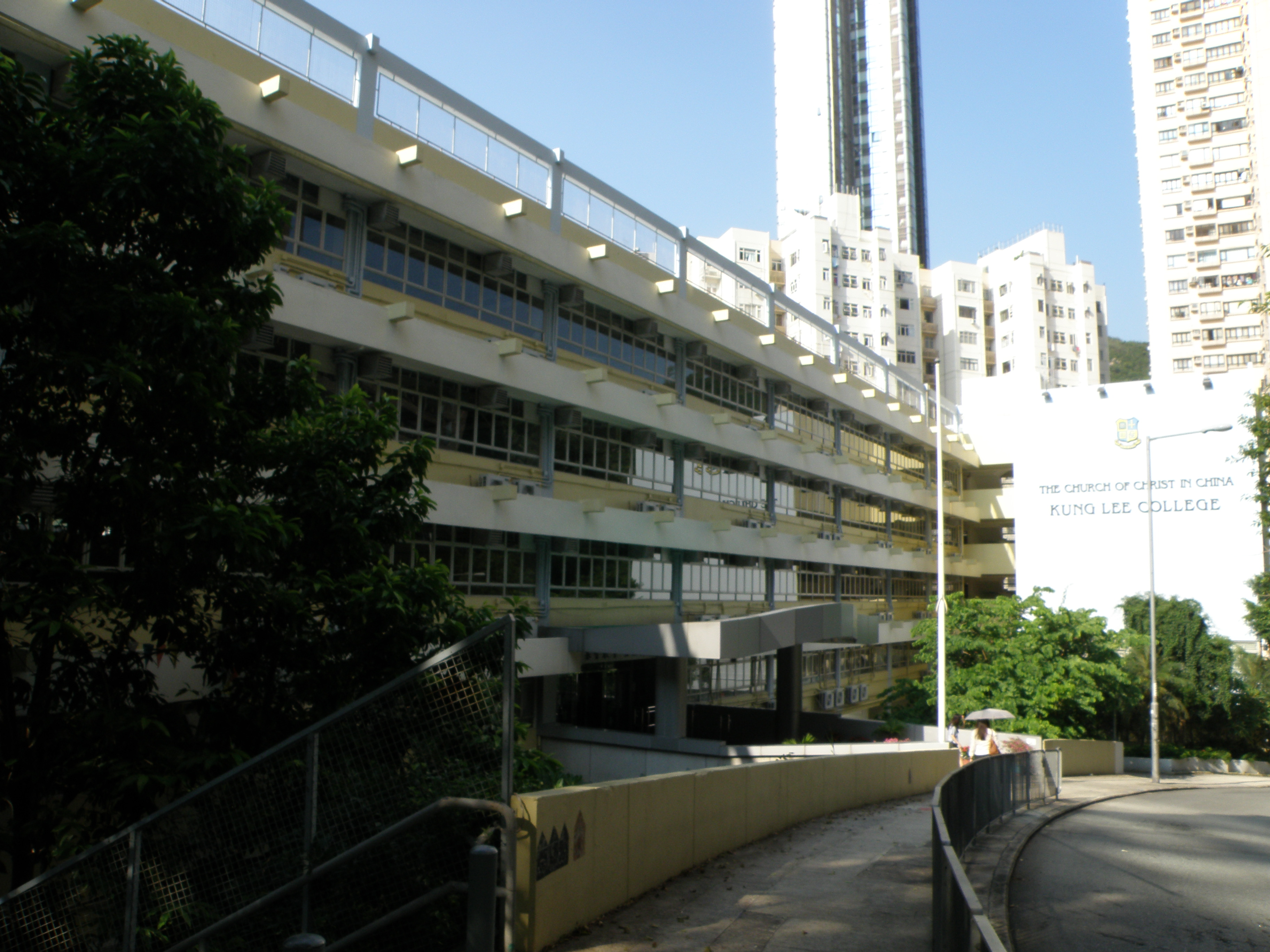
中華基督教會公理書院

## 歷史

### 高中書院時期
為配合新高中學制，公理書院原有校舍成為中華基督教會公理高中書院，於2003年9月1日起開課。，只招收中四或以上學生。除一般香港中學文憑課程外，亦提供兩年制校本文憑課程，讓學生自行選擇。自2007年至今，學校通過香港學術及資歷評審局的評審及覆審，開辦如酒店與餐飲服務、旅遊業務管理（航空及郵輪），及款待與旅遊管理等，香港資歷架構第二及第三級的課程。

### 新公理書院
為了給學生更完整的六年中學教育，學校在2022年9月新學年開辦初中課程，並刪去「高中」二字，重新易名為「中華基督教會公理書院」，以英語為主要教學語言。去掉「高中」二字標誌着2000年教育改革項目之一、兼顧常規課程及多元化實用課程的高中書院將會成為歷史，全數11間高中書院改回一般中學，開辦中一至中六課程。

## 高中書院時期學分制
公理高中書院是全港首間利用「單元學分制」取代目前傳統的「學年班級制」的中學。
學生完成所需修讀的單元和獲得足夠學分後，有機會提早畢業或完成該學年課程，獲得畢業資格或升班資格。
倣效大學或大專院校的學分制方式，沒有有關遲到或曠課的校規，令學生上學或學習的自主度很高。

### 提供職訓課程
公理高中書院除了提供傳統中四至中六課程外，升中五或其他合資格外校生亦可選修資歷架構認可的兩年制職業教育及培訓課程(VET)，
分別是「旅遊業務管理（航空及郵輪）文憑課程」及「款待與旅遊管理文憑課程」。
公理高中是全港首間提供資歷架構第三級課程的中學，提供雙軌課程。修讀資歷架構職訓課程後，
學生畢業後可銜接本地、內地或海外的大專院校。

## 開設科目

### 公理高中書院時期
以下是公理高中書院開設給學生修讀的科目：
核心科目：中國語文、英國語文、數學(必修單元)、通識教育。
DSE選修科：經濟、企業會計及財務概論、旅遊與款待、資訊及通訊科技、視覺藝術(DSE)、體育(DSE)、科技與生活（服裝、成衣與紡織）。學生可自由選擇1X-3X。
校本課程：體育(必修)、生命教育、宗教。
應用學習(APL)：藥膳、電競、西式食品製作、咖啡奶茶研習、日餐製作、旅遊創富、化粧及形象設計、電腦應用證書。

### 現時
中一至中三
（以中文授課）中國語文、普通話、中史、綜合人文（中一及中二）、宗教（基督教）
（以英文授課）英文、數學、綜合科學（中一及中二）、物理（中三）、化學（中三）、生物（中三）、普通電腦、社會科學
（按班別/組別訂定教學語言/校本課程）視覺藝術、音樂、體育、生活教育
中四至中六
（以中文授課）中國語文、英國語文、數學(必修單元)、通識教育、公民與社會發展、旅遊與款待、企業、會計與財務概論、資訊及通訊科技、視覺藝術、科技與生活（服裝、成衣與紡織）、經濟、體育(必修)、生命教育、宗教、藥膳、電競、西式食品製作、咖啡奶茶研習、日餐製作、旅遊創富、化粧及形象設計、電腦應用證書。
（以英文授課）英國語文

## 外景場地
- 2018年電影《大師兄》在此取景

## 外部連結
- 中華基督教會公理書院官方網頁（页面存档备份，存于）
- 中學概覽2021/22 - 中華基督教會公理書院